# Trio de ancii

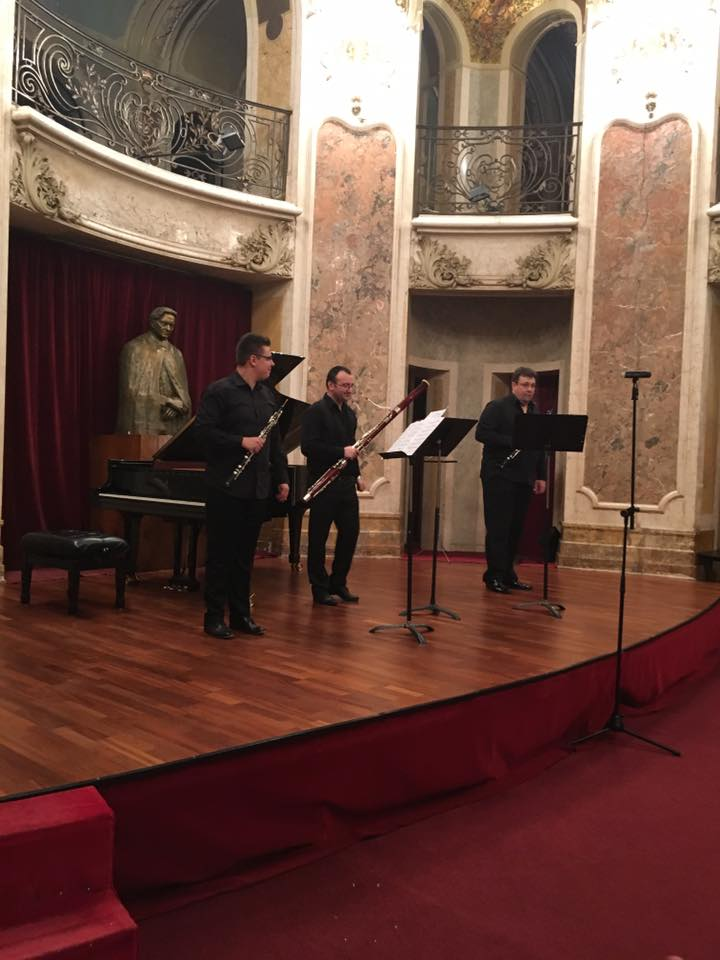

Un trio de ancii, de asemenea cunoscut și ca trio d’anches, este un ansamblu cameral mixt care conține trei instrumente de suflat cu ancie: oboi, clarinet și fagot. Termenul se poate referi și la o compoziție muzicală pentru această combinație instrumentală. Potrivit studiului lui James Gillespie despre Genuri muzicale, trio-ul de ancii se află imediat după cvintetul de suflători printre ansamblurile camerale de suflători în ceea ce privește popularitatea și cantitatea repertoriului dedicat. La fel ca și cvintetul de suflători, trio-ul de ancii cuprinde instrumente diferite timbral dar combinația acestuia este mai omogenă decât în cazul cvintetului de suflători.

## Istoric
Originile trio-ului de ancii sunt mai recente decât cele ale cvintetului de suflători, ansamblu care a apărut la începutul secolului XIX. Prima lucrare cunoscută pentru trio de ancii, o lucrare a compozitorului francez Ange Flégier, a fost scrisă în anul 1897. Specia camerală de cvintet de suflători a fost definitiv stabilită în anii 1920 de către Trio d’Anches de Paris. Mare parte din repertoriul original pentru trio de ancii a fost scris pentru ansamblul Oubradous cât și pentru Trio d’Anches René Daraux. Multe lucrări au fost comandate de Louise Hanson-Dyer și tipărite prin editura sa: Éditions de l'Oiseau-Lyre. Multe dintre lucrările compozitorilor francezi au fost scrise pentru concursul Prix de Rome. 

## Ansambluri de trio de ancii
- Bucharest Wind Ensemble
- Cavel Trio
- Saarland Radio Wind Trio
- Trois Bois[nefuncțională – arhivă]
,
- Trio d’Anches de Cologne
- Trio d’Anches Hamburg
- Trio d'Anches de Monte-Carlo
- Trio Lézard,
- Zagreb Wind Trio

## Listă cu lucrările scrise pentru trio de ancii

### Argentina
- Salvador Ranieri, Sonata Trió (1960)[6]

### Belgia
| - Jean Decadt, Trio (1950) - René Defossez, Trio à anches (1946) - Albert Delvaux, Trio (1948) - Jacqueline Fontyn, Sept petites pièces (1954) - Marinus De Jong, Trio, Op. 126 (1961) - Victor Legley, Trio, Op. 11 (1942) - René Maniet, Trio d'anches (1959), Trio d'anches No. 2 (1960), Concert d'anches (1964) | - Arthur Meulemans, Trio (1933) - Arie Van de Moortel, Trio No. 1, Op. 3 (1939, rev. 1954), Divertimento No. 1 (1962), Divertimento No. 3 (1966) - Willem Pelemans, Trio No. 2 (1941), Trio No. 3 (1960) - Marcel Poot, Divertimento (1942), Ballade (1954) - Norbert Rosseau, Trois jouets, Op. 53 (1954) |

### Brazilia
- Heitor Villa-Lobos, Trio (1921)

### Bulgaria
| - Marin Goleminov, Trio (1966) | - Boyan Ikonomov, Trio en mi, Op. 14 (1937) |

### Canada
| - Violet Archer, Divertimento (1949) - Bill Douglas, Trio (2007) - Sophie Carmen Eckhardt-Gramatté, Wind Trio I, E115 (1968) - Jacques Hétu, Four Miniatures (1987) | - David L. Kaplan, Three Sketches (1955) - Blago Simeonov, Max and Moritz (1964) - León Zuckert, Reminiscences Argentinas: Suite para trio de viento (1981) |

### Croația
| - Bruno Bjelinski, Gumpis Trio - Srđan Dedić, Šumatina - Krešimir Fribec, Miniature - Fran Lhotka, Trio | - Ivo Maček, Trio (1994) - Rudolf Matz, Trio - Boris Papandopulo, Mala Suita (1949) - Vlado Špoljarić, Chaconne (1971) |

### Republica Cehă / Slovacia
| - Vítězslava Kaprálová, Trio (1938, incomplete) - Iša Krejčí, Trio-Divertimento (1935) - Jiří Laburda, Trio | - Bohuslav Martinů, Quatre Madrigaux, H. 266 (1937) - Erwin Schulhoff, Divertissement (1927) |

### Danemarca
| - Gunnar Berg, Trio d'anches (1955) | - Mogens Winkel Holm, Note-Book (1983) |

### Franța
| - Gabriel Allier, Scène champêtre (1920) - Claude Arrieu, Trio d’anches (1936) - Chantal Auber, Contraste (1994) - Georges Auric, Trio Arhivat în 7 iunie 2019, la Wayback Machine. (1938) - Roger Boutry, Divertissement - Eugène Bozza, Suite brève en trio (1947) - Pierre de Bréville, Trio d’anches - Joseph Canteloube, Rustiques (1946) - Jean-Yves Daniel-Lesur, Suite (1939) - Désiré Dondeyne, Suite d'airs populaires (1962) - Pierre-Max Dubois, Trio d'anches (1958) - Louis Durey, Divertissement, Op. 107 - Maurice Faillenot, Suite brève - Georges Favre, Gouaches-Suite (1957) - Pierre-Octave Ferroud, Trio in E Major (1933) - Ange Flégier, Trio (1897) - Félicien Forêt, Suite en trio (1953) - Jean Françaix, Divertissement - Maurice Franck, Trio d’anches (1937); Deuxième Trio d’anches (1960) - Noël Gallon, Suite en Trio - Ida Gotkovsky, Trio d’anches (1954) - Émile Goué, Three Pieces (1937) - Reynaldo Hahn, Églogue (1937) - Charles Huguenin, Trio No. 1, Op. 30 (c1905); Trio No. 2, Op. 31 | - Jacques Ibert, Cinq pièces en trio (1935) - Denis Joly, Trio (1972) - Manfred Kelkel, Divertimento (1958) - Charles Koechlin, Trio, Op. 206 (1945) - Marcel Labey, Suite pour trio d'anches, Op. 47 - Aubert Lemeland, Canzoni di Asolo, Op. 100 - Raymond Loucheur, Portraits - Henri Martelli, Trio d'anches - Jean Martinon, Sonatine No. 4 pour trio d’anches, Op. 26, No. 1 (194) - Georges Migot, Thrène (1946), Trio d'anches (1946) - Marcel Mihalovici, Trio, Op. 71 (1955) - Darius Milhaud, Pastorale, Op. 147 Arhivat în 27 mai 2019, la Wayback Machine. (1935), Suite d'après Corrette, Op. 161b (1937) - Paul Pierné, Bucolique variée (1947) - Jean Rivier, Petite Suite (1946) - Guy Ropartz, Entrata e Scherzetto (1947) - Albert Roussel, Andante d'un trio d'anches inacheve (1937) - Jeanine Rueff, Trois pièces (1960) - Henri Sauguet, Trio Arhivat în 25 mai 2019, la Wayback Machine. (1946) - Patrice Sciortino, Haclaba - Alexandre Tansman, Suite pour trio d’anches (1954) - Henri Tomasi, Concert champêtre - Jacques Vallier, Trio d'anches - Marc Vaubourgoin, Trio (1927) - Alain Weber, Trio (1959) |

### Germania
| - Victor Bruns, Trio, Op. 49 (1979) - Harald Genzmer, Trio (1994) | - Paul Höffer, Kleine Suite (1944), Thema mit Variationen (1944) - Bertold Hummel, Noël: Little Christmas Suite, Op. 87e |

### Ungaria
| - Iván Erőd, Bläsertrio, Op. 4 - Ferenc Farkas, Maskarade: Commedia dell'arte (1986) | - Miklós Kocsár, Divertimento - Rudolf Maros, Serenade |

### Italia
- Fulvio Caldini, Guillaume, Op. 10 (1983)

### Japan
| - Sadao Bekku, Trio d’anches (1953) - Maki Ishii, Black Intention II | - Jiro Mikami, Autumn Prelude in E minor - Makoto Shinohara, Trio d'anches (1956) |

### Luxemburg
| - Edmond Cigrang, Trio d'anches, Op. 5 (1953) | - Claus Krumlovsky, Trio d'anches (1974) |

### Macedonia
- Toma Prošev, Četiri eseja

### Olanda
| - Henk Badings, Trio No. 2 - Rudolf Escher, Trio d’anches (1949) | - Jaap Geraedts, Divertimento No. 1 (1943), Divertimento No. 2 (1946) - Jan Koetsier, 6 Bagatelles |

### Norvegia
| - Edvard Hagerup Bull, Trois bucoliques, Op. 14 (1953) | - Trygve Madsen, Serenata Monellesca, Op. 26 |

### Polonia
| - Andrzej Dobrowolski, Trio (1956) - Simon Laks, Concertino pour trio d’anches (1966) - Witold Lutosławski, Trio (1945) | - Michał Spisak, Sonatina (1946) - Antoni Szałowski, Trio (1936), Divertimento (1956) |

### România[17]
| - Violeta Dinescu, Trio d'anches (1982) - Stan Golestan, Petite suite bucolique (1953) - Liviu Comes, Trio for oboe, clarinet et bassoon (1987) - Dora Cojocaru, Trio (1983) - Liviu Dănceanu, Ossia, op. 10 (1982) - Dan Dediu, Rondo alla Munchausen (2013) - Violeta Dinescu, Trio (1982) - Felicia Donceanu, Trio-divertisment (1978) - Felicia Donceanu, Diptic (1989) - Dumitru Bughici, Fantezie ritmică, op. 30 (1968) - Anton Dogaru, 12 invențiuni pentru trio (1987) - Filip Vasile, Divertisment (1975) | - Dinu Lipatti, Trei Sonate de Scarlatti (1943) - Marina Vlad, raze de lumină (1988) - Marina Vlad, raze de lumină (1988) - Marcel Mihailovici, Trio, Op. 71 - Gheorghe Stănescu, Trio, (1980) - Hans Peter Turk, Trio nr. 1 (1964) - Hans Peter Turk, Trio nr. 2 (1981) - Paul Urmuzescu, Eseuri muzicale pentru oboi, clarinet și fagot - Lucian Vlădescu, Coral cu variațiuni sau miniaturi (1988) - Adalbert Winkler, Preludiu și fugă (1988) - Mihail Andreescu Skeletty, Trio (1957) - Maya Badian, Trio (1981) |

### Rusia
- Mikhail Ippolitov-Ivanov, Two Kirghiz Songs (1931)

### Suedia
| - Karl-Birger Blomdahl, Trio (1938) | - Hilding Rosenberg, Trio, Op. 42 (1927) |

### Elveția
| - Paul Juon, Arabesken, Op. 73 (1940) - Sándor Veress, Sonatina (1933) | - Julien-François Zbinden, Trio d'anches, Op. 12 (1949) |

### Regatul Unit
| - Gordon Jacob, Trio | - Patric Standford, Cartoons (1984) |

### Statele Unite
| - Jenni Brandon, The Sequoia Trio, Spider Trio, Found Objects: On the Beach - James Chaudoir, Sept Vignettes (1996) | - Kirke Mechem, Trio, Op. 8 (1959) |

## Trio-uri de ancii cu acompaniament

### Reed trio with orchestra
- Henri Tomasi, Divertimento Corsica for reed trio, strings and harp (1952)

### Reed trio with piano
| - Lukáš Hurník, Fusion Music - Florent Schmitt, À tour d’anches, Op. 97 (1943) | - Patric Standford, Suite Humoresque (1987) - Germaine Tailleferre, Sonata champêtre (1972), Menuet en fa (1979) |